# 鳴海けい
鳴海 けい（なるみ けい）は、日本の漫画家。

## 主な作品

### 連載
- ピース*2（『月刊少年ガンガン』、スクウェア・エニックス
- あずみさんは倒せない（ガンガンONLINE）全3巻

### 読み切り
- 桂木さん家の日常[1]（『フレッシュガンガン』、スクウェア・エニックス）

　・住めば田舎で花が咲く　（『月刊少年ガンガン』　2015年1月号、スクウェア・エニックス）　
　・あずみさんは倒せないっ（『月刊少年ガンガン』　2015年7月号、スクウェア・エニックス）